# 石田佳蓮
石田 佳蓮（いしだ かれん、1996年〈平成8年〉8月6日 - ）は、日本のAV女優。東京都出身、福岡県生まれ。ディアスグループ所属。AV転身前は、女性タレント、モデル、デザインプロデューサー、女性アイドルグループ・アイドリング!!!の元メンバーとして活躍した。

## 略歴

### 新人時代（2006年 - 2011年）
1996年、福岡県に生まれ、1歳の時に上京。そのため、出身地は東京都としている。
2006年、『avex audition2006』に橘ゆりか、大矢梨華子らと共に合格し、エイベックス・エンタテインメントに所属する。しかし、本格的な活動を行わないまま、2008年に芸能界を一時引退。
2009年5月、ファッション雑誌『ラブベリー』の専属モデルオーディションで特別賞を受賞。受賞後「ボックスコーポレーション」に所属。2009年6月発売の7月号から2012年3月号で休刊となるまで専属モデル・ラブベリーナとして誌面に登場。
2011年
4月、『赤い霊柩車27 魔女の囁き』でドラマデビュー。
5月、出演したVシネマ『スミレ刑事の花咲く事件簿』が発売。
10月、初出演の映画『ゴメンナサイ』が公開。
12月、女性アイドルグループ「アイドリング!!!」5期生最終候補15人に選ばれ、12月4日に行われた『アイドリング!!! 11thライブ〜めっちゃ近いぞ!ビッグエッグング!!!〜』にてお披露目。

### アイドリング!!!時代（2012年 - 2015年）
2012年
3月2日、アイドリング!!!5期生に選出され、28号として活動を始める。
2013年
3月、1st写真集『current』を刊行。
6月、舞台『レプリカ』で舞台デビュー。
7月、出演映画『終焉少女 Last Girl Standing』が公開。
9月、1stDVD『私の名前はいしだかれん。』をリリース。
2014年
2月、2nd写真集『17 SEVENTEEN』を刊行。
4月、情報番組『GirlsNews〜エンタメ!』（PigooHD）で、初のレギュラーMCを務める。長野せりなとの冠番組『せりな&かれんの にゃんだし』、『長野せりな＆石田佳蓮 プレミアム放送』を開始。
4月、2ndDVD『おつかれん。』をリリース。
7月、アイドリング!!!の派生ユニット「NEO fromアイドリング!!!」に、新メンバーとして参加する。
9月、出演映画『アルプス女学園』が公開。
2015年 アイドリング!!!卒業
1月、冠番組『石田佳蓮 プレミアム放送』を開始。
4月、派生ユニット・NEO fromアイドリング!!!を卒業。大学に進学。
8月、3rd写真集『Charmant』を刊行。
9月、3rdDVD『mémoire』をリリース。
10月、約3年半在籍した、女性アイドルグループ「アイドリング!!!」を卒業。

### ソロ活動（2015年 - 2018年）
2016年
3月、再演舞台『大きな木の下で 〜あの頃俺らの毎日はウザいくらいアツかった〜』に出演。
7月、AMESTAGEで「石田佳蓮チャンネル」を開設。
9月、再演舞台『きら星のごとく 〜おんな北斎藍色草紙〜』に出演。
2017年
6月、出演映画『霊眼探偵カルテット』が公開。
7月、出演した再演舞台『サヨナラノ唄』が上演。
9月、アイドリング!!!OGが集結した次世代への新番組『アイドルING!!!』に参加。
10月、新興アパレルブランド『AFFECT』オーディションでグランプリを獲得。
2018年
1月、アパレルブランド『AFFECT GRAND』モデルに正式就任。
3月、AFFECT GRAND企画のフォトブック（全4冊）を刊行。
6月、月末をもって所属事務所「ボックスコーポレーション」を退所。

### フリーランス〜AV転身（2019年 - 現在）
その後はフリーランスとして、アパレルなどのデザインプロデュースに携わっていた。
2020年10月末、古巣アイドリング!!!最後の同窓会番組『バカリズム特番』に参加。
以降は、特に宣言のない引退状態となっていたが、2024年8月6日、アダルトビデオメーカーのMUTEKI公式サイトで、同年9月3日にAV女優としてデビューすることが発表された。また、LIGHT所属であることが判明した。
2024年10月8日、自身のX（旧Twitter）にてAVメーカー「エスワン」の専属女優になったこと、同年11月に専属デビュー作が発売されることを報告した。同年11月26日には講談社から初のヌード写真集『旅立ち』を発売。
2025年3月1日、ディアスグループ所属となった。

## 人物
趣味は読書、音楽鑑賞、ショッピング。特技はウォーキング、ポージング。好きな言葉は「HAPPY SMILE」で、自らのブログ名にも使われている。ヨガの国際資格である「RYT200」を保持。
憧れの芸能人は、香里奈・ローラ・佐々木希など。モデルやコスメ方面に意欲を示し、ドラマやバラエティでも活動できるようにしたいと抱負を語っている。
ひとりっ子で性格はおっとりしている。両親とも九州出身のため、家では福岡弁になるとのこと。愛犬にトイプードル「ティアラ」がいる。
喉が消耗しやすくハスキーボイスであり、アイドリング!!!メンバーからカスカス声と揶揄される事が多かった。卒業以降、歌う事が無くなってからは回復している。
肉類は好物だが肥満防止のため、肉と御飯は併食しないと語った。
美容で気を使っていることは3時間近く風呂につかること。

### ラブベリー関連
坂田梨香子に憧れ、ラブベリー専属モデルオーディションに応募。同期には、アイドリング!!!5期生候補でのちにベイビーレイズJAPANメンバーとなる大矢梨華子（グランプリ）、女優の刈谷友衣子（準グランプリ）、モーニング娘。第10期メンバーとなった飯窪春菜（特別賞）などがいる。飯窪のことは「はうたん」（当時の芸名「壇はう」にちなんだニックネーム）と呼び、2012年の時点でもメールが来ていたと言う。
ラブベリーナの先輩の朝日奈央、後輩の橋本楓とは、後にアイドリング!!!で活動を共にしている。
「ラブベリー卒業式」にも出演し、その模様はDVD「月刊アイドリング!!!」に収録されている。
アイドリング!!!5期生オーディションでは、ラブベリーナから石田、大矢に加えて、高見奈央（のちにベイビーレイズJAPAN）、松本彩花の4人が最終候補に残ったが、合格したのは石田だけであった。

### AV関連
初体験は21歳で、AVデビューまでの経験人数は2人。
AVデビューを志した動機は清楚なイメージを壊したかったこと、自分の中で一番隠したかった性の部分をオープンにすることで自由になりたかったことを挙げている。一方で「石田佳蓮」の名前にはこだわりがあり、職種を変えても使用を継続。蓮は泥の中で咲く花であることから、蓮の字にはどんな環境でも輝いていられるようにという意味が込められている。
AV初出演時に台本に体位が書いてあることを知り、知らない文言ばかりだったためネットで調べ自宅のベッドで練習した。しかし、撮影時には緊張ですべて飛んでしまい、男優に全て委ねたという逸話を持つ。「身近な体位は正常位」と回答しており、撮影では一番安心できたという。一方で後背位は人生初経験だった。

## グループ活動

### アイドリング!!!関連
- 5期生

アイドリング!!!ナンバーは28号。イメージフラワーはカルミア。歴代メンバーの内、高橋胡桃・玉川来夢・清久レイアと同期であった。
- 愛称

愛称は、ラブベリーのモデル仲間やアイドリング!!!メンバーからは「カレン（ちゃん）」と呼ばれることが多く、公式サイトでのニックネームも「カレン」となっている。レギュラー出演していた『アイドリング!!!』内の指名投票を行う企画で、名前を「石田氏」と書かれていた一件以降、番組MCのバカリズムや年長メンバーから「石田氏」とも呼ばれる事もあった。後述する「ゾゾゾゾゾゾってゾンビった」のゾンビキャラクターの名称も「いしだし」である。
- キャラクター / セレブキャラ

普段は、おっとりしている。素早い行動が苦手で、口元が緩かったりボンヤリした面があった。本人の後日談では「その都度判断してから行動に移していたため」だと釈明している。声圧のあるハスキーボイスが特徴で、キャラクターイメージとは裏腹なギャップがある。人に不快感を与えるような言動や毒気が皆無なタイプで、「常に言い争いは避けてきた」と述べている。しかし、派生ユニット・NEOに所属してからは積極性が向上した。また、当初結束が薄かった同期メンバーは、石田を介して調和する事が多かった。
レギュラー番組『アイドリング!!!』で、メンバー朝日奈央から「（佳蓮の家が）お金持ちなんですよ」と発言されて以来、「セレブ」「財閥」「お嬢様」といったキャラが浸透し、ファンからも弄られる事がある。これについて本人は、「いろんな洋服を持っているので、そう思われているだけで、食べ物や旅行などにはお金を使わない」とインタビューで否定したが、セレブキャラ自体は定着していった。
- メンバーとの関係

歴代メンバーの内、遠藤舞・外岡えりか・長野せりな・伊藤祐奈・佐藤麗奈とは同じ事務所に所属。
伊藤は事務所入りは石田よりも後（2010年）だが、アイドリング!!!では先輩（4期生）で年齢も上のため、伊藤からは妹のように扱われる事があった。2人は2014年・2015年と2年連続で年明けをユニバーサル・スタジオ・ジャパンで迎えている。伊藤が卒業を決める前にも、前もって相談されている。2013年に加入した佐藤とは、一緒に社内レッスンを受けていた。
毒気が皆無なタイプのため、どんなメンバーも接し易く良好な関係だった。グループの晩年頃は、同期・玉川来夢との行動が多かった。
- その他

ゾンビキャラクターオーディションで、頭を矢に撃ち抜かれた死体役の演技がバカリズムに評価され、「PansonWorks×アイドリング!!!」コラボレーション企画「ゾゾゾゾゾゾってゾンビった」の選抜メンバー入りした。

#### アイドリング!!!卒業
2015年10月末日、アイドリング!!!の活動終了に伴いグループを卒業した。約3年半在籍し、シングル7枚・アルバム3枚参加などの実績を残している。レギュラー番組『アイドリング!!!』にも同期間400回以上出演した。
- 卒業コメント

「ゆるい（おっとり）性格のため、アイドルらしからぬ番組の企画内容に加入当初は、やっていけるのか戸惑いがあった」と本音を語り、「特に、途中から加入したNEO fromアイドリング!!!では、沢山の刺激を受け勉強になった。最高の約3年半だった」と述べている。

#### NEO fromアイドリング!!!関連
2014年7月、卒業した後藤郁の後任として、派生ユニット・NEO fromアイドリング!!!に加入した。ライブを中心に精力的に活動していたが、翌年4月に伊藤祐奈のアイドリング!!!卒業に伴い、自身もユニットを卒業した。実働期間は9ヶ月余りで、シングル1枚とコラボユニット参加などの実績を残している。
ユニットメンバーの古橋舞悠は、NEOとアイドリング!!!ではダンスの基本ステップが違い、「途中加入してきたカレンちゃんは、覚えるのに苦労したのではないか」と、石田の努力を評価した。ただし本人は「短期集中で覚えたので、卒業後にはほぼ忘れた」と後年に明かしている。

## 作品

### 映像作品
イメージビデオ
- 私の名前はいしだかれん。（2013年9月4日、ポニーキャニオン）
- おつかれん。（2014年4月25日、ワニブックス）
- mémoire（2015年9月25日、ワニブックス）
- 裸神（2024年12月24日、エアーコントロール）※ヌードイメージ

アダルトビデオ
| 発売日   | タイトル | 規格    | 品番      | メーカー      | 備考        |
| 2024年   | 2024年 | 2024年  | 2024年    | 2024年        | 2024年      |
| -------- | --- | ------- | --------- | ------------- | ----------- |
| 9月3日   | I doing!!! | DVD     | TEK-100   | MUTEKI        | ※デビュー作 |
| 9月3日   | I doing!!! | Blu-ray | 9TEK-100  | MUTEKI        | ※デビュー作 |
| 11月12日 | 元お台場系地上波アイドル芸能人 石田佳蓮 S1専属決定!!!奇跡の3本番                                                                          | DVD     | SONE-473  | S1 NO.1 STYLE |             |
| 11月12日 | 元お台場系地上波アイドル芸能人 石田佳蓮 S1専属決定!!!奇跡の3本番                                                                          | Blu-ray | 9SONE-473 | S1 NO.1 STYLE |             |
| 12月10日 | 元お台場系地上波アイドル エスワン第二章 オーガリズム芸能人石田佳蓮                                                                        | DVD     | SONE-495  | S1 NO.1 STYLE |             |
| 12月10日 | 元お台場系地上波アイドル エスワン第二章 オーガリズム芸能人石田佳蓮                                                                        | Blu-ray | 9SONE-495 | S1 NO.1 STYLE |             |
| 2025年   | |         |           |               |             |
| 1月14日  | 接吻アイドル テレビでは見れない芸能人の秘密のディープキス性交                                                                             | DVD     | SONE-612  | S1 NO.1 STYLE |             |
| 1月14日  | 接吻アイドル テレビでは見れない芸能人の秘密のディープキス性交                                                                             | Blu-ray | 9SONE-612 | S1 NO.1 STYLE |             |
| 2月11日  | ロケ先で軽蔑している中年セクハラプロデューサーとまさか相部屋に… 朝まで続く絶倫性交に不覚にも感じてしまった地上波アイドル 石田佳蓮         |         | sone00613 | S1 NO.1 STYLE |             |
| 3月11日  | 石田佳蓮、解禁巨根FUCK！！！ 地上波アイドルおま●こ崩壊                                                                                    |         | sone00635 | S1 NO.1 STYLE |             |
| 3月30日  | 【VR】VR NO.1 STYLE 地上波アイドル＜石田佳蓮＞解禁ング！！！                                                                              |         | sivr00402 | S1 NO.1 STYLE |             |
| 5月13日  | 地上波アイドルのスレンダー美脚とスラリ指先とキュートな口で徹底的にシコリング！！！ヌいてヌいてヌキ尽くす痴女覚醒ごぼう抜き13連発 石田佳蓮 |         |           | S1 NO.1 STYLE |             |
| 6月10日  | 芸能人セカンドキャリア 自宅エステサロン 粘着中年ファンに睾丸マッサージを強要されて… 石田佳蓮                                              |         |           | S1 NO.1 STYLE |             |
| 7月8日   | 地上波アイドルぶっかけ解禁 石田佳蓮が限界を超えた人生初の大乱交スペル祭りSpecial                                                          |         |           | S1 NO.1 STYLE |             |
| 8月12日  | アイドル卒業後は仕事激減…再起をかけたお天気お姉さん、過激セクハラに耐え続けた結果…とうとうチ●ポを欲しがり始める。 石田佳蓮                |         |           | S1 NO.1 STYLE |             |

## 書籍

### 写真集
- 『current』（2013年3月30日、東京ニュース通信社、撮影：小池伸一郎）ISBN 978-4863363113
- 『17 SEVENTEEN』（2014年2月14日、ワニブックス、撮影：井ノ元浩二）ISBN 978-4847046223
- 『Charmant（シャルマン）』（2015年8月25日、ワニブックス、撮影：細居幸次郎）ISBN 978-4847047817
- 『旅立ち』（2024年11月26日、講談社、撮影：鈴木ゴータ）ISBN 978-4065378397 [68]

その他
- フォトカードマガジンPHOTORE[フォトレ] vol.8 石田佳蓮（2013年5月16日、東京ニュース通信社）
- AFFECT GRAND 石田佳蓮フォトブック（2018年3月1日、ロッカーズ） - WEB限定
  - #1『Défi』
  - #2『Amuser』
  - #3『Cœur』
  - #4『S’appuyer』

### 雑誌
- ラブベリー（2009年6月号 - 2012年3月号、徳間書店） - 専属モデル

### カレンダー
- 石田佳蓮 2013年度カレンダー（2012年10月、トライエックス）
- 石田佳蓮 2014年度カレンダー（2013年10月、トライエックス）
- 石田佳蓮 2015年度カレンダー（2014年10月4日、トライエックス）
- 石田佳蓮 2016年度カレンダー（2015年10月17日、トライエックス）
- 石田佳蓮 2017年度カレンダー（2016年10月29日、トライエックス）
- 石田佳蓮 2018年度カレンダー（2017年10月21日、トライエックス）

## 出演

### テレビ
レギュラー・特別出演
- アイドリング!!!（2012年4月 - 2015年10月、フジテレビワンツーネクスト）
- アイドリング!!! (地上波版)（2012年4月 - 2015年11月、フジテレビ・フジテレビONE）
- GirlsNews〜エンタメ!（2014年4月 - 2015年3月、Pigoo） - MC
- 真夜中ゲームアイドル部（2018年1月 - 千葉テレビ）
- バカリズム特番（2020年10月30日、フジテレビONE）

### ドラマ
- 赤い霊柩車27 魔女の囁き（2011年4月8日、フジテレビ） - 石川マリ（少女時代） 役
- ランチのアッコちゃん 第6話（2015年6月16日、NHK BSプレミアム） - 三橋胡桃 役

### 映画
- ゴメンナサイ（2011年10月29日公開、アークエンタテインメント） - 主演の夏焼雅（Buono!）の妹 役
- 終焉少女 Last Girl Standing（2013年7月6日公開、アリスインプロジェクト）
- アルプス女学園（2014年9月27日公開、トリプルアップ） - 三宅吉乃 役
- 霊眼探偵カルテット（2017年6月公開、霊眼探偵カルテット製作委員会） - 菊地ショウコ 役

Vシネマ
- スミレ刑事の花咲く事件簿 episode 2・4（2011年5月2日発売）

### 配信テレビ・アプリ
- 上々少女's #12 - #14（2012年4月11日 - 25日、テレ朝動画）
- でんぱの神神 #30 - #32・#38 - #42・#75 - #77（2013年1月4日 - 18日・3月1日 - 29日・11月15日 - 12月16日、テレ朝動画 ※#75 - #77はBS朝日及びCSのテレ朝チャンネルでも放送、放送回は#32 - #34として放送）
- せりな&かれんの にゃんだし（2014年4月 - 2015年3月、AmebaStudio）[注 2]
- 長野せりな&石田佳蓮 プレミアム放送（2014年4月 - 2015年3月、AmebaStudio）
- 石田佳蓮 プレミアム放送/オフィシャル生放送（2015年1月 - 7月、AmebaStudio / 2015年7月28日、AmebaFRESH!Studio）
- きみだけLIVE『たまには、お話しましょう会』（mixi） - 元アイドリング!!!企画

春（2016年4月3日）
秋（2016年10月16日）
- 石田佳蓮チャンネル（2016年7月 - 2017年6月、AMESTAGE）
- アイドルING!!!〜ネクスト育成ング!!!（2017年10月 - 、FRESH!） ※2017年9月パイロット版放送あり

### 舞台
- アポロ5『レプリカ』（2013年6月22日、新宿シアターサンモール） - 日替わりゲスト
- 秦秀明演出『大きな木の下で 〜あの頃俺らの毎日はウザいくらいアツかった〜』（2016年3月16日 - 21日、俳優座劇場） - 生徒会長 役
- 蜂寅企画 第十一回公演『きら星のごとく 〜おんな北斎藍色草紙〜』（2016年9月7日 - 11日、シアターグリーンBIG TREE THEATER） - 箕 役
- 企画演劇集団ボクラ団義 -Play Again-vol.7『サヨナラノ唄』（2017年7月13日 - 23日、CBGKシブゲキ!!） - 木山早織 役

### CM・広告・イメージモデル
- STUDIO by D'URBAN（2016年9月、レナウン）
- GEO（2017年2月、ゲオホールディングス）
- アパレルブランド『AFFECT GRAND』公式キャンペーンモデル（2018年1月 - ロッカーズ）

### イベント
- 「2013年カレンダー」発売記念イベント（2012年11月10日、ブックファースト新宿店）[69]
- 1st写真集『current』発売記念イベント（2013年3月30日、リブロ池袋本店）[5]
- 『PHOTORE[フォトレ]vol.8 石田佳蓮』発売記念イベント（2013年5月18日、福家書店新宿サブナード）[70]
- 1stDVD『私の名前はいしだかれん。』発売記念イベント（2013年9月8日、グレースバリ秋葉原）[6]
- 「2014年カレンダー」発売記念イベント（2013年10月13日、ブックファースト新宿店）[71]
- 2nd写真集『17 SEVENTEEN』発売記念イベント（2014年2月14日、書泉グランデ）[7]
- 2ndDVD『おつかれん。』発売記念イベント[9]

（2014年5月3日、書泉ブックタワー / 書泉グランデ）
（2014年5月4日、ソフマップ・アミューズメント館）
- 映画『アルプス女学園』完成披露試写会 舞台挨拶（2014年9月19日、イオンシネマ板橋）[11]
- 「2015年カレンダー」発売記念イベント（2014年10月25日、ブックファースト新宿店）[37]
- 3rd写真集『Charmant』発売記念イベント（2015年8月22日、福家書店新宿サブナード）[72]
- 映画『アルプス女学園』DVD発売記念イベント（2015年9月3日、ソフマップ・アミューズメント館）[53]
- 3rdDVD『mémoire』発売記念イベント（2015年9月20日、書泉グランデ）
- 「2016年カレンダー」発売記念イベント（2015年11月1日、ブックファースト新宿店）[73]
- 「2017年カレンダー」発売記念イベント（2016年11月6日、ブックファースト新宿店）[74]
- 映画『霊眼探偵カルテット』先行上映プレミアム舞台挨拶（2017年6月18日、ユナイテッド・シネマ アクアシティお台場）
- AFFECT公式キャンペーン モデルオーディション（2017年8月6日・9月3日・10月7日、千駄ヶ谷区民会館）
- 「2018年カレンダー」発売記念イベント（2017年10月21日、ブックファースト新宿店）[75]
- 石田佳蓮写真集『旅立ち』発売記念イベント（2024年12月8日〈予定〉、書泉グランデ）[76]